# Ceriagrion coromandelianum
Ceriagrion coromandelianum – gatunek ważki z rodziny łątkowatych (Coenagrionidae).